# Olympiska vinterspelen 2006
De olympiska vinterspelen 2006, de tjugonde (XX) olympiska vinterspelen, hölls mellan den 10 och den 26 februari 2006 i Turin i Italien. Detta blev andra gången Italien stod som värdnation för de Olympiska vinterspelen, eftersom de var värd för Olympiska vinterspelen 1956 i Cortina d'Ampezzo. De var även värdar för olympiska sommarspelen i Rom. 20 000 volontärer hade valts ut för att hjälpa idrottarna, åskådarna och journalisterna samt att iordningställa tävlingsarenorna inför 2006 års olympiska vinterspel.
Den officiella logotypen visade namnet Torino, som är det italienska namnet på den stad som på svenska heter Turin. De olympiska maskotarna för Torino 2006 är Neve, en kvinnlig snöboll, och Gliz, en manlig isbit. Spelens motto var: Passion lives here.
Turin valdes 19 juni 1999 till arrangör i konkurrens med Sion (Schweiz) med röstsiffrorna 53 mot 36. Fyra andra kandidatstäder hade ratats tidigare i urvalsprocessen: Helsingfors (Finland), Poprad-Tatry (Slovakien), Zakopane (Polen) och Klagenfurt (Österrike).

## Organisation

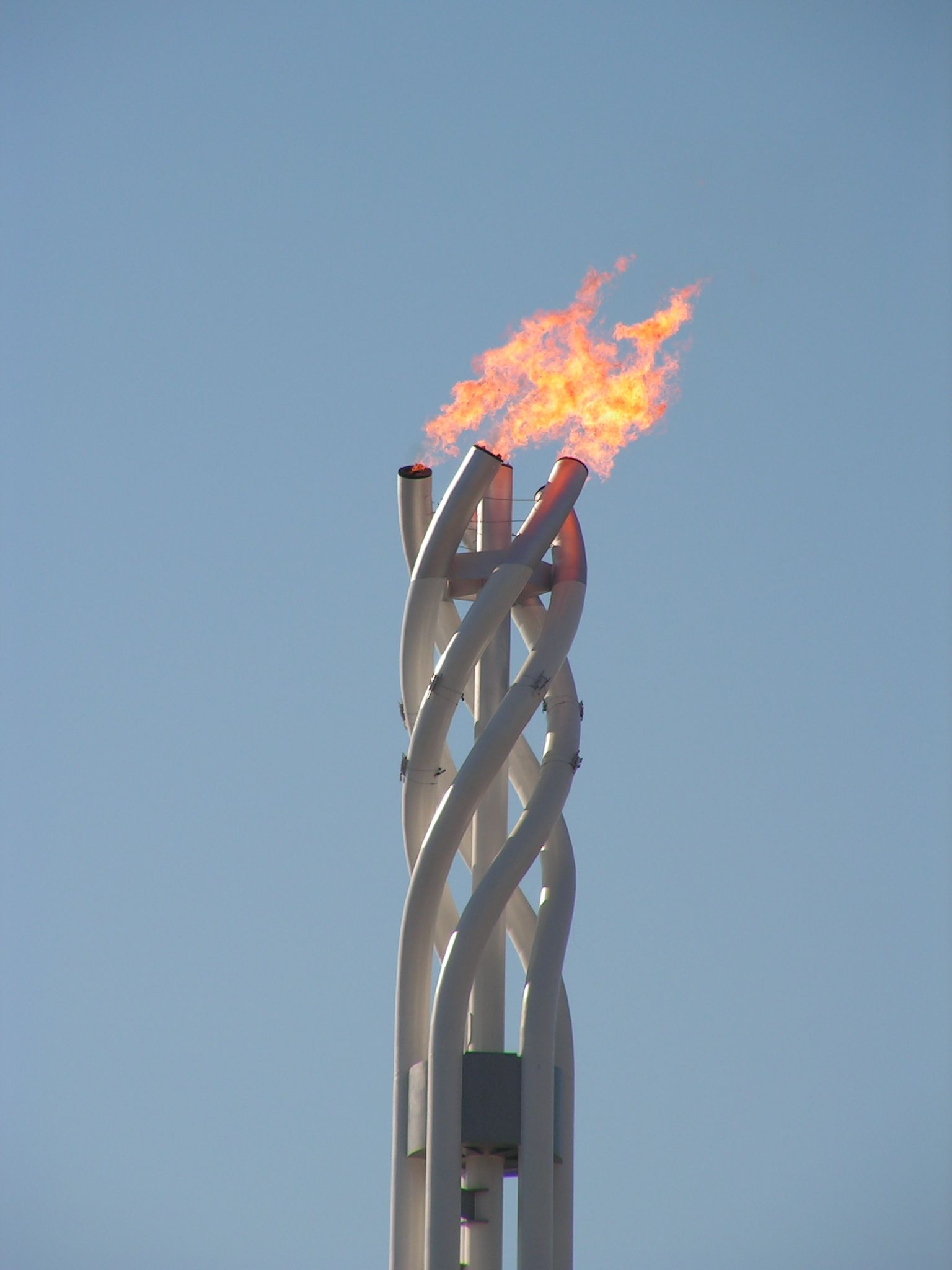
Den olympiska elden i Turin

65 idrottsanläggningar, infrastruktur, olympiska byar för både deltagare och media och infrastruktur för transporter har byggts till en kostnad av 1,7 miljarder euro. För att garantera att miljöhänsyn har tagits har bland annat miljöministeriet, Ministerio dell'Ambiente, kontrollerat arbetet.
De viktigaste om-, till- och nybyggnaderna är följande:
- Stadio Olimpico di Torino (olympiska stadion) har byggts om.
- 5 sporthallar har byggts om eller är nya: Palazzo a Vela där konståknings- och shorttracktävlingarna äger rum, Oval Lingotto för hastighetsåkningstävlingarna på skridskor, och slutligen de tre ishockeyarenorna Torino Esposizioni, Ice stadium i corso Tazzoli och Palasport Olimpico.
- Olympiska byar i Turin, Bardonecchia och Sestriere.
- Isstadion i Pinerolo har byggts om och utökats för curlingtävlingarna.
- Den nya ishockeyarenan Torre Pellice.
- 12 nya liftar o Cesana Torinese, Cesana San Sicario, Sestriere, Bardonecchia, Claviere och Sauze d'Oulx.
- Pragelato.
- Banorna för bob, rodel och skeleton i Cesana.

De viktigaste arbetena på infrastrukturen är:
- Turins tunnelbana
- Förbättringar av vägar mellan Turin och de övriga olympiska arenorna.

## Dopning och avstängningar
Olga Pyljova
Skidskyttestjärnan Olga Pyljova, som tog silver på damernas 15-kilometerslopp, lämnade positiva A- och B-prov i dopningstesterna. Pyljova blev av med sin silvermedalj som istället gick till Martina Glagow, Tyskland. Albina Achatova, Ryssland fick brons.
Razzia hos Österrikes skidlag
Walter Maier, en ökänd tränare som var avstängd från OS av Internationella olympiska kommittén efter misstankar om att han hjälpt österrikare att bloddopa sig, misstänktes ha bott med Österrikes landslag både under OS och under träningsläger hemma i Österrike. Polisen hittade misstänkt medicinsk utrustning vid en razzia, och Maier greps efter biljakt. Skidskyttestjärnorna Wolfgang Rottman och Wolfgang Perner, som samarbetat med Mayer, valde självmant att lämna OS.

## Problem
- De olympiska spelen riskerade att gå bankrutt innan de ens börjat, men den italienska regeringen har täckt upp det underskott som funnits.
- Tunnelbanans hela sträckning var inte klar till spelen, utan öppnas först senare. De första 11 stationerna invigdes 4 februari 2006.
- Säkerheten har ökats efter Muhammedbilderna i Jyllands-Posten och de efterföljande protesterna.

## Sporter
| - Alpin skidåkning - Backhoppning - Bob - Curling - Freestyle | - Hastighetsåkning på skridskor - Ishockey - Konståkning - Längdskidåkning - Nordisk kombination | - Rodel - Short track - Skeleton - Skidskytte - Snowboard |

### Kalender
| Dag                           | 10 | 11 | 12 | 13 | 14 | 15 | 16 | 17 | 18 | 19 | 20 | 21 | 22 | 23 | 24 | 25 | 26 |
| ----------------------------- | -- | -- | -- | -- | -- | -- | -- | -- | -- | -- | -- | -- | -- | -- | -- | -- | -- |
| Ceremonier                    |    |    |    |    |    |    |    |    |    |    |    |    |    |    |    |    |    |
| Alpin skidåkning              |    |    |    |    |    |    |    |    |    |    |    |    |    |    |    |    |    |
| Backhoppning                  |    |    |    |    |    |    |    |    |    |    |    |    |    |    |    |    |    |
| Bob                           |    |    |    |    |    |    |    |    |    |    |    |    |    |    |    |    |    |
| Curling                       |    |    |    |    |    |    |    |    |    |    |    |    |    |    |    |    |    |
| Freestyle                     |    |    |    |    |    |    |    |    |    |    |    |    |    |    |    |    |    |
| Hastighetsåkning på skridskor |    |    |    |    |    |    |    |    |    |    |    |    |    |    |    |    |    |
| Ishockey                      |    |    |    |    |    |    |    |    |    |    |    |    |    |    |    |    |    |
| Konståkning                   |    |    |    |    |    |    |    |    |    |    |    |    |    |    |    |    |    |
| Längdskidåkning               |    |    |    |    |    |    |    |    |    |    |    |    |    |    |    |    |    |
| Nordisk kombination           |    |    |    |    |    |    |    |    |    |    |    |    |    |    |    |    |    |
| Rodel                         |    |    |    |    |    |    |    |    |    |    |    |    |    |    |    |    |    |
| Short track                   |    |    |    |    |    |    |    |    |    |    |    |    |    |    |    |    |    |
| Skeleton                      |    |    |    |    |    |    |    |    |    |    |    |    |    |    |    |    |    |
| Skidskytte                    |    |    |    |    |    |    |    |    |    |    |    |    |    |    |    |    |    |
| Snowboard                     |    |    |    |    |    |    |    |    |    |    |    |    |    |    |    |    |    |
| Dag                           | 10 | 11 | 12 | 13 | 14 | 15 | 16 | 17 | 18 | 19 | 20 | 21 | 22 | 23 | 24 | 25 | 26 |

## Deltagande nationer
- Grått: Inga medverkande
- Grönt: 1-9 idrottare
- Blått: 10-49 idrottare
- Orange: 50-99 idrottare
- Rött: mer än 100 idrottare

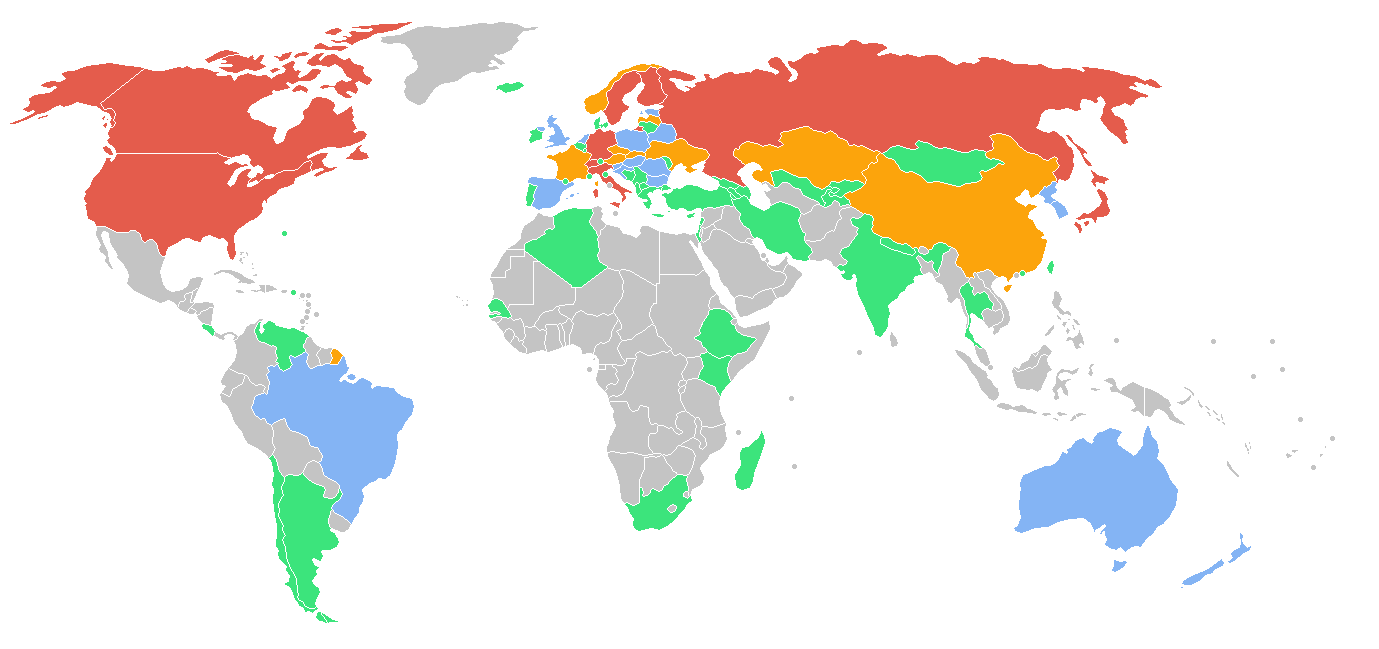
80 medverkande nationer:
- Grått: Inga medverkande
- Grönt: 1-9 idrottare
- Blått: 10-49 idrottare
- Orange: 50-99 idrottare
- Rött: mer än 100 idrottare

Följande 82 nationer deltog i mästerskapen: 
| - Albanien - Algeriet - Andorra - Argentina - Armenien - Australien - Azerbajdzjan - Belgien - Bermuda - Bosnien och Hercegovina - Brasilien - Bulgarien - Chile - Cypern - Danmark - Estland - Etiopien - Finland - Frankrike - Georgien | - Grekland - Hongkong - Indien - Iran - Irland - Island - Israel - Italien - Japan - Kanada - Kazakstan - Kenya - Kina - Kirgizistan - Kroatien - Lettland - Libanon - Liechtenstein - Litauen | - Luxemburg - Madagaskar - Makedonien - Moldavien - Monaco - Mongoliet - Nederländerna - Nepal - Nordkorea - Norge - Nya Zeeland - Polen - Portugal - Rumänien - Ryssland - San Marino - Schweiz - Senegal - Serbien och Montenegro - Slovakien | - Slovenien - Spanien - Storbritannien - Sverige - Sydafrika - Sydkorea - Tadzjikistan - Taiwan - Thailand - Tjeckien - Turkiet - Tyskland - Ukraina - Ungern - USA - Uzbekistan - Venezuela - Vitryssland - Österrike |

Ett flertal länder planerade att skicka deltagare till spelen men gjorde det inte på grund av olika anledningar. Se: Nationer som inte deltog i olympiska vinterspelen 2006.

## Medaljtoppen
Se hela tabellen på Medaljfördelning vid olympiska vinterspelen 2006
      Värdnation (Italien)
| Olympiska vinterspelen 2006 - Medaljfördelning |               |      |        |       |        |
| Placering                                      | Nation        | Guld | Silver | Brons | Totalt |
| 1                                              | Tyskland      | 11   | 12     | 6     | 29     |
| 2                                              | USA           | 9    | 9      | 7     | 25     |
| 3                                              | Österrike     | 9    | 7      | 7     | 23     |
| 4                                              | Ryssland      | 8    | 6      | 8     | 22     |
| 5                                              | Kanada        | 7    | 10     | 7     | 24     |
| 6                                              | Sverige       | 7    | 2      | 5     | 14     |
| 7                                              | Sydkorea      | 6    | 3      | 2     | 11     |
| 8                                              | Schweiz       | 5    | 4      | 5     | 14     |
| 9                                              | Italien       | 5    | 0      | 6     | 11     |
| 10                                             | Frankrike     | 3    | 2      | 4     | 9      |
| 10                                             | Nederländerna | 3    | 2      | 4     | 9      |

## Ceremonier

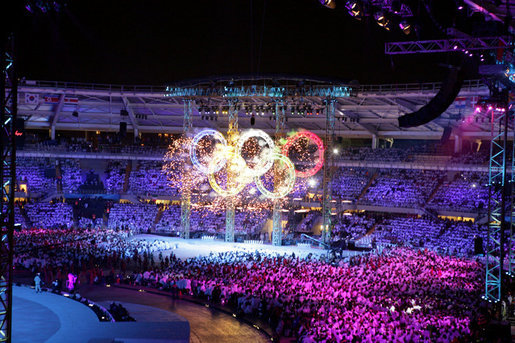
Öppningsceremonin.

### Öppningsceremonin
Öppningsceremonin för de olympiska spelen ägde rum den 10 februari på Stadio Olimpico di Torino. Ceremonin var en hyllning till regionens kultur och historia samt de olympiska spelen. Den innehöll även nationernas intåg och hissning av den olympiska flaggan. Den olympiska elden tändes av längdskidåkaren Stefania Belmondo.

### Avslutningsceremonin
Avslutningsceremonin för de olympiska spelen ägde rum den 26 februari, och hölls liksom öppningsceremonin på Stadio Olimpico di Torino. I samband med avslutningsceremonin delades medaljerna för herrarnas 50 kilometer längdskidåkning ut.

## De olympiska byarna

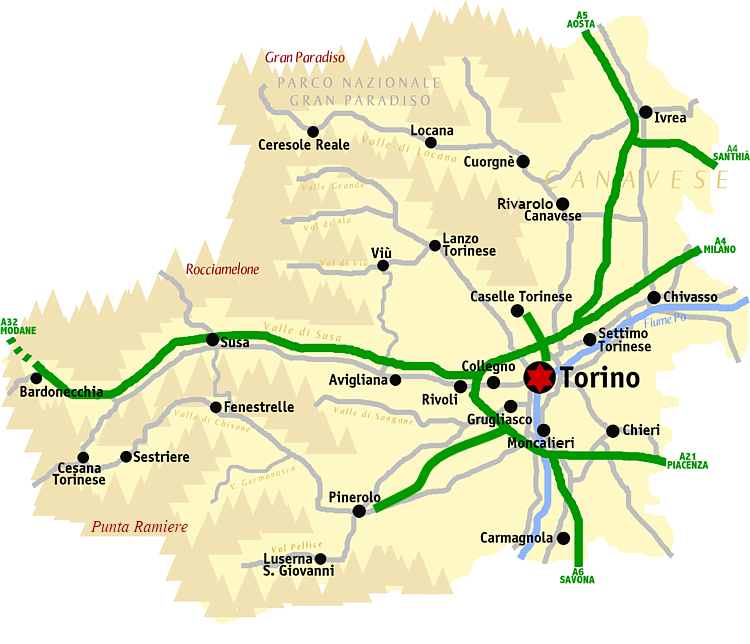
Översiktskarta över provinsen Torino

- Bardonecchia
- Sestriere
- Turin

## Olympiska platser

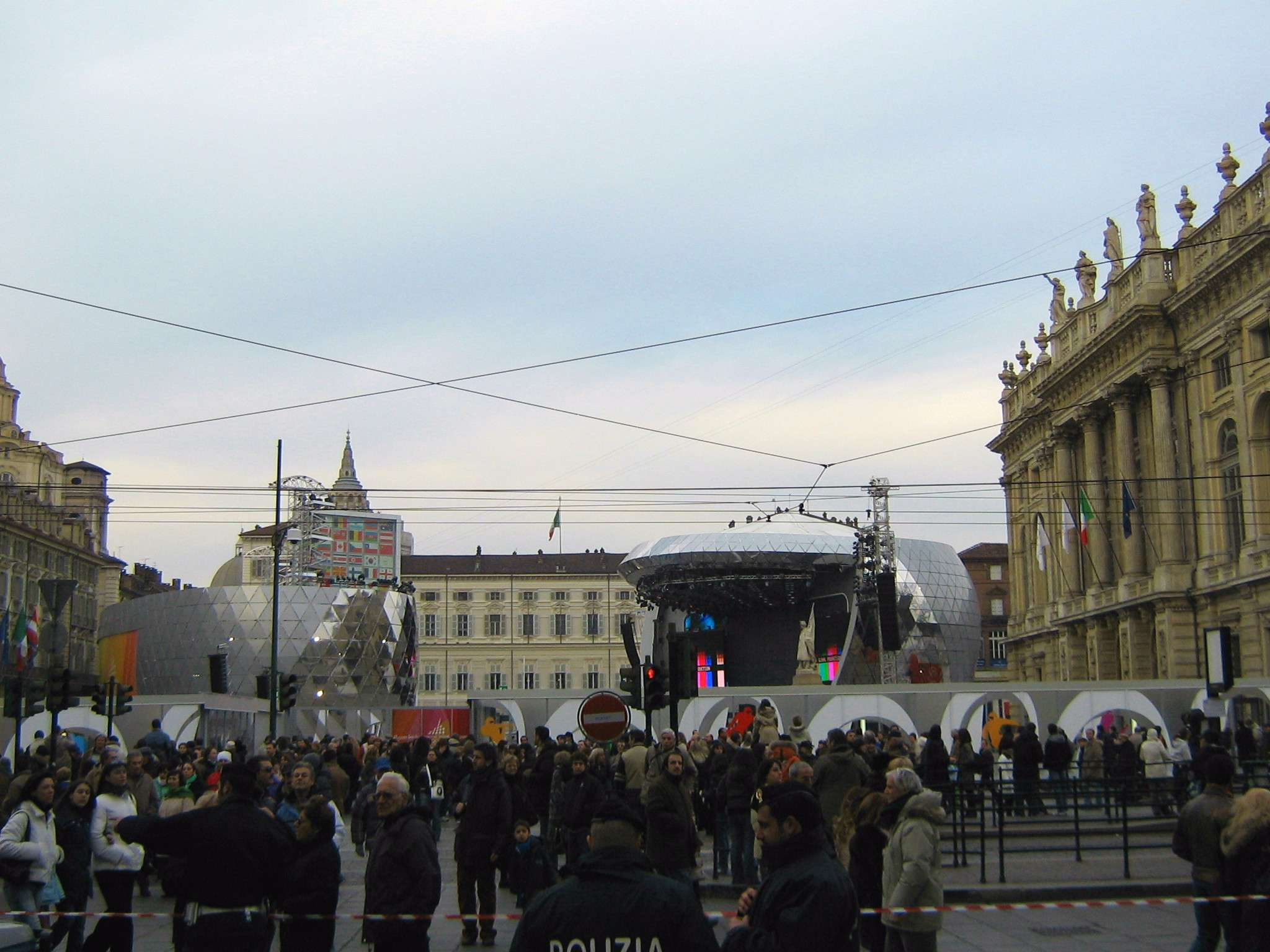
Medal Plaza Turin

### Olympiska områden
- Turin
- Bardonecchia
- Cesana Torinese
- Pinerolo
- Pragelato
- Sauze d'Oulx
- Sestriere
- Cesana, San Sicario

### Officiella träningsområden
- Chiomonte
- Claviere
- Prali

### Officiellt bergsträningsområde
- Torre Pellice

### Fotnoter
1. 1 2  ”Turin 2006—XXth Olympic Winter Games”. International Olympic Committee. http://olympic.org/uk/games/past/index_uk.asp?OLGT=2&OLGY=2006. Läst 18 april 2007.
2. 1 2  ”Torino 2006: Flame in the Tallest Cauldron”. International Olympic Committee. 11 februari 2006. Arkiverad från originalet den 21 februari 2011. https://www.webcitation.org/5wfdOi18o?url=http://www.olympic.org/uk/games/torino/torch_relay/full_story_uk.asp?id=1670. Läst 18 april 2007.
3. 1 2  ”Olympic Daily News”. The Sports Network. 10 februari 2006. Arkiverad från originalet den 21 februari 2011. https://www.webcitation.org/5wfdPToxz?url=http://www.sportsnetwork.com/default.asp?c=sportsnetwork. Läst 18 april 2007.